# 曾尔辉
曾尔辉（1973年4月—），女，汉族，湖南省涟源市人，本科学历，1998年3月参加工作，2002年7月加入中国共产党。中华人民共和国政治人物。

## 生平
曾尔辉曾在湖南农业大学农林经济管理专业就读，后任涟源市荷塘镇镇长、党委书记，期间因在脱贫攻坚战中作出突出贡献，2021年2月25日全国脱贫攻坚总结表彰大会上，曾尔辉被授予“全国脱贫攻坚先进个人”称号。
2021年，当选为涟源市人民政府副市长。